# 小笹駅
小笹駅（おざさえき）は、かつて福岡県福岡市中央区小笹4丁目にあった日本国有鉄道（国鉄）筑肥線の駅である。
1983年（昭和58年）3月22日、福岡市地下鉄1号線開業に伴う筑肥線博多駅 - 姪浜駅間の廃止により廃駅となった。

## 歴史

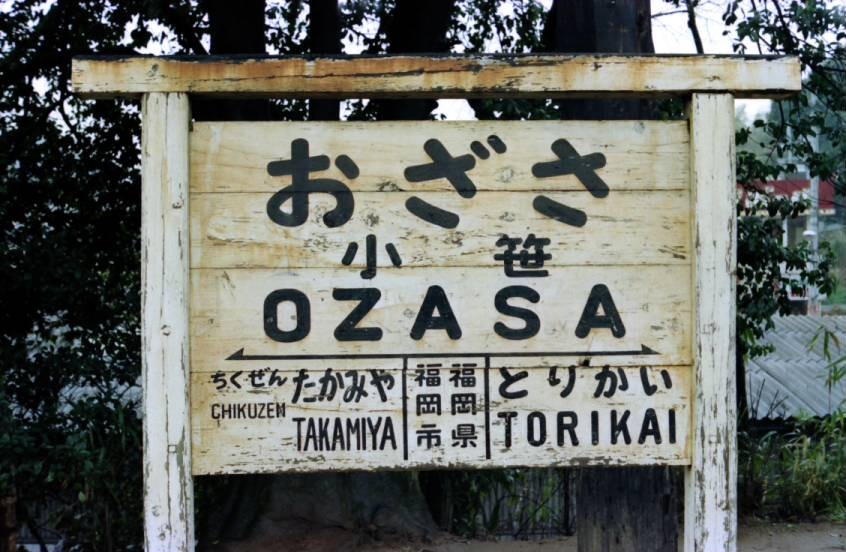
駅名標（1981年頃）

- 1931年（昭和6年）1月16日：地元住民の嘆願を経て[2]、北九州鉄道の小笹駅として開業[1]。
- 1937年（昭和12年）10月1日：国有化により、国鉄の駅となる[1]。
- 1983年（昭和58年）3月22日：筑肥線博多 - 姪浜間の廃止により廃駅となる[1]。

## 駅構造
単式ホーム1面1線の地上駅で、階段を登った上に駅舎があった。
駅員は、国鉄OBである高齢の委託駅員4人のみだった。利用客や小荷物が多いため、1972年（昭和47年）2月の国鉄合理化で委託駅の大半が無人駅となった時も、駅員を配置する駅として残った。駅員が布団を干し、待合室が子どもの遊び場となり小学生の描いた絵が飾られる「アットホームな駅」だった。

## 利用状況
開業当時は乗降客があまりに少ないため、列車が通過することがあった。戦後になり、福岡県住宅協会（現・福岡県住宅供給公社）による県内初の大規模団地である小笹団地が駅の北側に造成されたほか、長丘、長住、桧原などの新興団地の最寄り駅だったため、利用客が急増した。また、糸島方面から来る、魚介類や野菜を天秤棒に載せた行商の利用も多かった。
団地住民の小荷物取り扱いも多く、お盆や年末には1日に約200個の小荷物が当駅に到着し、駅舎に収まらない小荷物がホームにも積まれていた。

## 駅周辺
開業当時の一帯は笹藪ばかりで、主要な施設は陸軍の射撃場のみだった。
駅から降りた南側には、銀行の支店やスーパーマーケット、電気店、酒屋などが並ぶ商店街があった。博多方面には線路をくぐるトンネルがあり、露店が並ぶことがあった。
- 西鉄バス「小笹駅前」バス停[3]
- 福岡市動植物園
- 南公園
- 福岡市立平尾中学校
- 福岡市立小笹小学校
- 福岡市立笹丘小学校
- 鴻巣山
- 泰星高等学校（現・上智福岡中学校・高等学校）
- 福岡県警察学校

## 廃止後・現状
駅跡には公園（小笹公園）とパチンコ店が建てられたが、パチンコ店は2022年に閉店し、その後、残った建物にはま寿司が開店した。駅構内を通る線路は筑肥新道の一部になっている。
駅であったことを示すものはない。

## 隣の駅
日本国有鉄道
筑肥線
筑前高宮駅 - 小笹駅 - 鳥飼駅
- 1941年（昭和16年）までは筑前高宮 - 当駅間に平尾駅が存在した。